# Divers gauche
Divers gauche (dansk: diverse venstre eller uafhængige venstre) er en betegnelse, som det franske indenrigsministerium indførte i 2001 for uafhængige venstreorienterede kandidater samt for uafhængige kandidater fra centrum-venstre. 
De uafhængige kandidater står udenfor etablerede partier som Parti Socialiste, Parti Radical de Gauche, PCF og PG. 
De uafhængige kandidater står stærkest ved lokale valg og svagere ved nationale valg. 
Ved parlamentsvalget i 2012 fik Nationalforsamlingen 22 medlemmer, der tilhørte det uafhængige venstre. 